# مجزرة صرفند
مجزرة صرفند هي مجزرة نفذتها فرقة بريطانية جنودها من أستراليا ونيوزلندا واسكتلندا ضد سكان قرية صرفند العمار في 10 ديسمبر 1918. عسكرت الفرقة البريطانية بالقرب من القرية بعد انتهاء حملة سيناء وفلسطين في الحرب العالمية الأولى، لكنها لم تهنأ بالمكوث بالمنطقة بسبب الاشتباكات المتكررة مع سكان المنطقة والحوادث مثل السرقات وحوادث القتل العرضية.
قتل لص عربي مجهول جندي نيوزيلندي في ليلة التاسع من ديسمبر. في اليوم التالي ردت فرقة خيالة أنزاك (النيوزيلندية والأسترالية) ومعهم عدد من الجنود الاسكتلنديين، على هذا الفعل بمحاصرة قرية صرفند العمار، وطالبوا سكانها بتسليم اللص. أنكر شيوخ القرية معرفتهم بالجاني، فقرر الجنود مهاجمة القرية في مجزرة أودت بحياة ما بين 40 إلى 137 ذكر من القرية. كان للمجزرة دور كبير في نشوب الشقاق بين الفرقة وقائدها العام السير إدموند ألنبي.

## الحادثة
استيقظ الجندي النيوزيلندي تروبر ليزلي لوري في منتصف ليلة 9 ديسمبر عام 1918، ليجد حقيبته التي كان ينام عليها في الخيمة مسروقة. طارد لوري السارق حتى خرج من حيز المعسكر وهناك قتله السارق. سمع أحد الجنود صوت صراخ لوري، ثم عُثر عليه مصابًا بطلق ناري في صدره على بُعد نحو 40 مترًا من المعسكر. توفي لوري فور وصوله للطبيب حوالي الساعة 1:30 صباح يوم الثلاثاء 10 ديسمبر.  تتبعت مجموعة من الجنود في الصباح آثار الأقدام التي انتهت على مسافة نحو مئة ياردة من قرية صرفند العمار.

حاصر الجنود القرية وطالبوا شيوخها بتسليم الجاني، إلا أن الشيوخ أنكروا علمهم بالحادثة أو بمرتكبها. في هذا الوقت توصل الرائد ماغنوس جونسون إلى أن الرصاصة التي قتلت لوري أُطلقت من مسدس كولت 45، الذي كان يشيع استخدامه بين القوات التركية والعربية. لم يحدث أي تطور يُذكر في القضية حتى مساء يوم 10 ديسمبر. وفقًا لتقرير الشرطة لم يكن هناك أي دليل يربط سكان القرية بحادثة القتل، إذ جاء فيه:
فتشت الشرطة القرية في الساعة 9:30 يوم 10 ديسمبر 1918، ولم تعثر على أي أثر للجاني أو حتى على أي شخص آخر يشتبه ارتباطه بالجريمة. كان الدليل المادي الوحيد هو غطاء رأس تقليدي، مثل الذي يرتديه البدو، وُجد في موقع الحادثة.
هاجم حوالي مائتي جندي القرية في مساء اليوم التالي، وطردوا بعض النساء والأطفال منها، في حين أبقوا على جميع سكان القرية الأخرون. ضرب الجنود سكان القرية بالعصي الثقيلة والحراب، وأحرقوا منازلهم كذلك. أسفرت هذه الحادثة عن مقتل عدد يتراوح بين 40 إلى 137 شخصًا على اختلاف المصادر. بينما تشير بعض المصادر إلى أن الضحايا عددهم 40 شخص، تذكر رسالة من A.S. Mulhal أن عدد الجثث بلغ 137. هناك أيضًا عدد غير معروف من المصابين.

## بعد الحادثة
علم مقر قيادة الفرقة بالمجزرة التي ارتُكبت في صرفند، فأصدر القائد العام للفرقة، الجنرال إدموند ألنبي، أمرًا بالتحقيق في الواقعة وتحديد المشاركين فيها، لا سيما من خطط لها ونفذها من الجنود. لكن جميع الجنود النيوزيلنديون رفضوا الإفصاح عن أسماء أي من المخططين، فرأت القيادة صعوبة تحميل أي شخص المسؤولية المباشرة عن الحادثة.
جمع ألنبي الفرقة في ساحة المقر، ووبخهم بلغة اعتبرت غير متوقعة واصفًا إياهم بالجبناء والقتلة. ذكر التاريخ الرسمي لأستراليا في حرب 1914-1918 أن الفرقة كانت تتوقع صرامة من قيادتها ولكنهم يُبدوا اهتمامًا به، لكنها استاءت من كلام ألنبي، خصوصًا أنه لم يعاقب أيًّا منهم فعليًا. وتفاقم هذا الشعور بعد أن سحب ألنبي توصياته بمنح أوسمة وجوائز لبعض أعضاء الفرقة. نقل أحد الصحفيين الأستراليين إلى ألنبي في يونيو 1919 استياء أفراد الفرقة من موقفه، فما كان منه إلا أن شكرهم على دورهم في الحملات العسكرية بفلسطين وسوريا.
انتهى الأمر بأن دفعت بالإجمال مبلغ 2060 جنيهًا إسترلينيًا و11 شلنًا و3 بنسات (104,500 جنيه إسترليني في عام 2024) للسلطات الاستعمارية في فلسطين لإعادة بناء القرية. دفعت الحكومة البريطانية 686 جنيه إسترليني بسبب مشاركة عدد من الجنود الاسكتلنديين، طُلب من أستراليا ونيوزيلندا دفع الثلثين المتبقيين. لم تعترض أستراليا على مسؤوليتها ودفعت 515 جنيه إسترليني و2 شلن و9 بنسات  للحكومة البريطاني. أما نيوزيلندا، فقد رفضت الدفع في البداية، لكنها اضطرت إلى ذلك لاحقًا تحت ضغط الحكومة البريطانية، وسددت مبلغ 858 جنيهًا إسترلينيًا و11 شلنًا و5 بنسات في مايو عام 1921.

## المشاركة الأسترالية
وقت المجزرة كانت جمعية الشبان المسيحيين تعرض فيلم لفرقة أنزاك شاهده الكثير من جنود فرقة الخيالة، وقت سماع قيادة خيالة الفرقة عن المجزرة أمروا بحصر جميع الجنود في تلك اللحظة، فوجدوا أن أغلب الجنود الأستراليين كانوا يشاهدون الفيلم. يذكر أيضًا أن الجنود الأستراليين كانوا يشاهدون المنازل وهي تحترق، فأمرتهم قيادتهم بالعودة إلى وحداتهم. لم تذكر تقارير الشرطة وجود جنود أستراليين بالقرية.
يذكر المؤرخ هنري جوليت في مجلد من التاريخ الرسمي لأستراليا خلال الحرب العالمية الأولى 1914-1918 أن القوات النيوزيلندية هي التي نفذت المذبحة ودمرت القرية مع تعاطف كامل من الجنوب الأستراليين. عثر الصحفي بول دالي في عام 2009 على تسجيل صوتي في أرشيف النصب التذكاري للحرب الأسترالية، يعترف فيه الفارس الأسترالي السابق تيد أوبراين بمشاركته هو ورفاقه في المذبحة، كما يصف أوبراين أفعاله بأنها شريرة و وسيئة للغاية.